# Habronattus huastecanus
Habronattus huastecanus là một loài nhện trong họ Salticidae.
Loài này thuộc chi Habronattus. Habronattus huastecanus được Griswold miêu tả năm 1987.